# Herting
Herting est un quartier de la ville suédoise de Falkenberg. Le quartier se situe au sud du fleuve Ätran. La ville acheta le domaine en 1901 et l’incorpora en 1908.